# 구룡성채: 무법지대
《구룡성채: 무법지대》(중국어: 九龍城寨之圍城)는 2024년에 개봉한 홍콩의 액션 영화이다.

## 출연진

### 주연
- 홍금보 - 미스터 빅 역
- 고천락 - 사이클론 역
- 임봉 - 찬록쿤 역

### 조연
- 유준겸 - 신이 역
- 오윤룡 - 킹 역
- 호자동 - 십이소 역
- 장문걸 - AV 역
- 곽부성 - 찬짐 역
- 황더빈 - 타이거 형 역
- 임현제 - 적추 역

## 기타
- 크레딧이 올라갈 때 쿠키 영상이 있다.